# Löhnberg
Löhnberg è un comune tedesco di 4 645 abitanti situato nel land dell'Assia, nel distretto di Gießen.